# Polževo
Polževo je dinarsko-kraška planota v geografskem področju južno od Višnje Gore, ki obsega zaselke in vasi: 
- Zavrtače (545 mnm)
- Kriška vas (565 mnm)
- Nova vas (580 mnm)
- Pristava pri Višnji Gori (550 mnm)

V bližini vasi Zavrtače je hotel Polževo z manjšim smučiščem ter gotsko cerkvijo sv. Duha (630 mnm). 
Ime je dobilo po Višnjegorski legendi o zlatem polžu. Čez Polževo poteka Jurčičeva pohodniška pot.